# シャルル・ド・ゴール (空母)
シャルル・ド・ゴール（フランス語: Porte-avions Charles de Gaulle, R 91) は、フランス海軍の航空母艦。同海軍初の原子力水上艦にしてアメリカ海軍以外では唯一の原子力空母であり、2001年に就役した。
艦名は、第二次世界大戦中のフランス陸軍軍人、自由フランス指導者であり、戦後にフランスの大統領も務めたシャルル・ド・ゴールに由来する。

## 来歴

### 大戦とインドシナ戦争
フランス海軍は、第二次世界大戦前に既に「ベアルン」により空母の運用に着手していた。しかし初の新造空母として着工していた「ジョッフル」はナチス・ドイツのフランス侵攻によって未成艦に終わり、また「ベアルン」も既に陳腐化・老朽化が進んでいたため、大戦中の活動は活発ではなかった。
自由フランス海軍は1945年4月にアヴェンジャー級護衛空母「ディクスミュード」、続いて1946年4月にはコロッサス級軽空母「アローマンシュ」を取得して、艦隊航空戦力の再整備に着手した。これら2隻はインドシナ戦争で実戦投入されて、その意義を政府に印象づけた。この経験を踏まえて、アメリカ海軍からインディペンデンス級軽空母2隻（「ボア・ベロー」「ラファイエット」）の移管を受けるとともに、国産空母の計画がより一層推進されることになった。

### クレマンソー級とその後継艦
そして念願の国産空母として、1960年代初頭に満載排水量32,700トンの中型空母クレマンソー級2隻が相次いで就役した。また1970年代末からは、その後継艦についての研究が着手された。
当初は満載排水量20,000トン級の、垂直/短距離離着陸機を搭載するSTOVL空母3隻の整備が検討されたものの、そうした制約がある艦載機では速度や搭載量の点で要求に合致しないと判断され、クレマンソー級と同様にカタパルトなどを装備するCATOBAR空母へと方針転換された。これらの検討を経て、1980年9月23日の国防会議において、政府はクレマンソー級の代艦として原子力空母2隻の建造を承認した。この1隻目の空母が本艦である。
当初計画では1992年の就役が予定されていたが、予算上の理由から、発注は1986年2月4日までずれ込み、作業は1987年11月24日より着手された。この時点では1996年の就役が予定されていたが、1989年6月には、更に2年の遅延見込みが公表された。しかしその後も、更なる遅延が発生した。

## 設計

### 船体

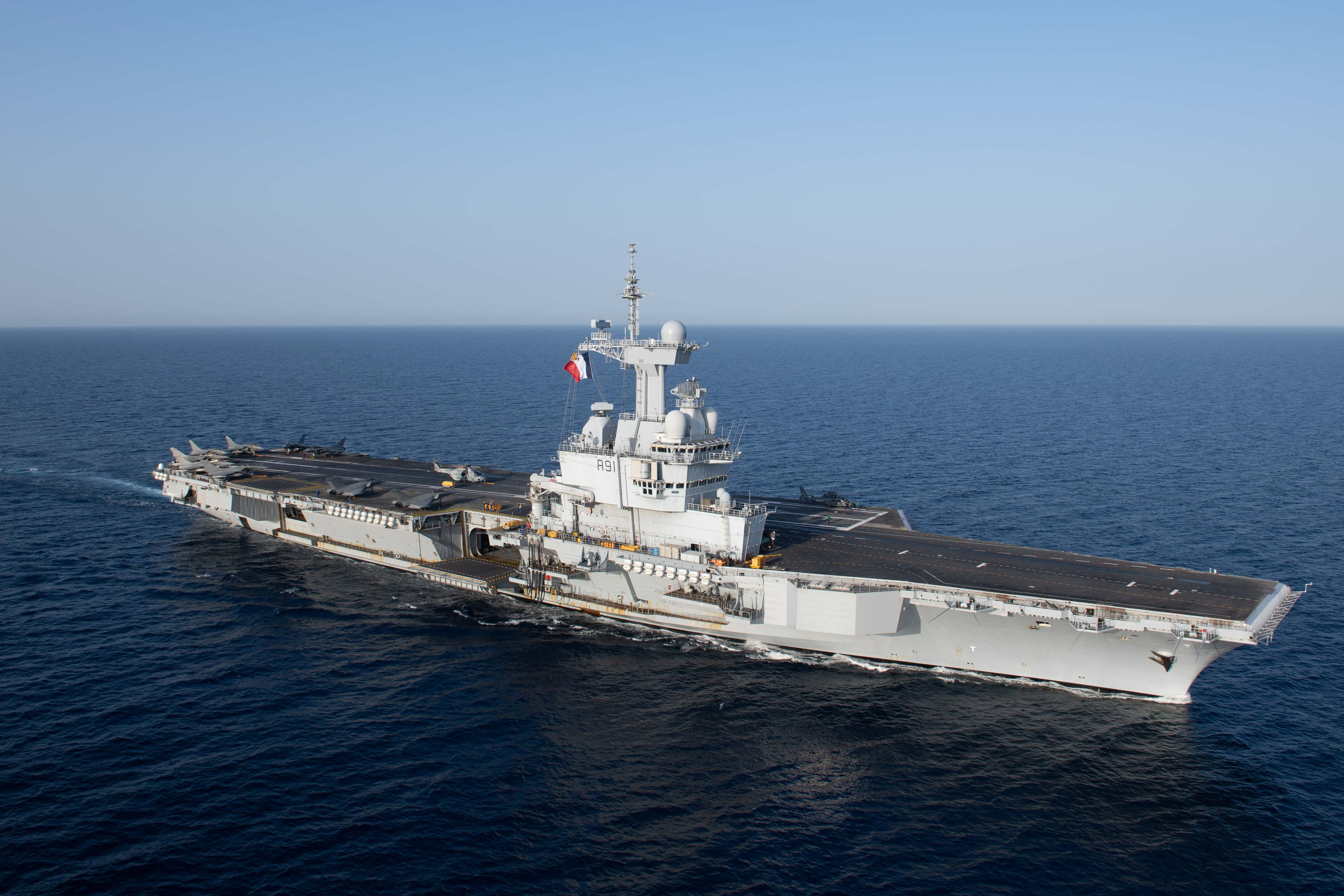
右舷側からの艦影

ブレスト海軍工廠のドックの収容能力の限界から、艦の大きさはクレマンソー級を大きく超えることがないように求められており、計画排水量は35,000トンとされた。ただし大型・大重量の艦上機を運用する必要から、アメリカ海軍式の幅広な飛行甲板が導入されており、船体には大掛かりなオーバーハングが付された。
本艦では、小型の艦型ながら安定的な航空運用機能を発揮できるよう、SATRAP（système automatique de tranquillisation et de pilotage）減揺装置を備えている。これは合計500トンに及ぶ鉛の錘（12個×2群）を、レールに沿って船体左右に移動させることでローリングを0.5度に抑えることができる。またフィンスタビライザー4組も備えるほか、舵にも減揺機能が組み込まれている。更にスポンソンを低い位置に設けたことで、ローリングが7度を越えた場合には、揺れを抑制する方向に働くように配慮されている。これらの施策により、シーステート5ないし6でも航空作戦を実施することができる。
NBC防御のため、艦内は与圧されている。またステルス性に配慮して設計されており、船体や上部構造物の外板に傾斜を付することでレーダー反射断面積の低減を図っているほか、水中放射雑音の低減や消磁にも配慮されている。
なお本艦では、上陸部隊800名を便乗させられるほか、ユニット化された医療設備の搭載にも対応しており、手術室2室と病床50床を設置することができる。

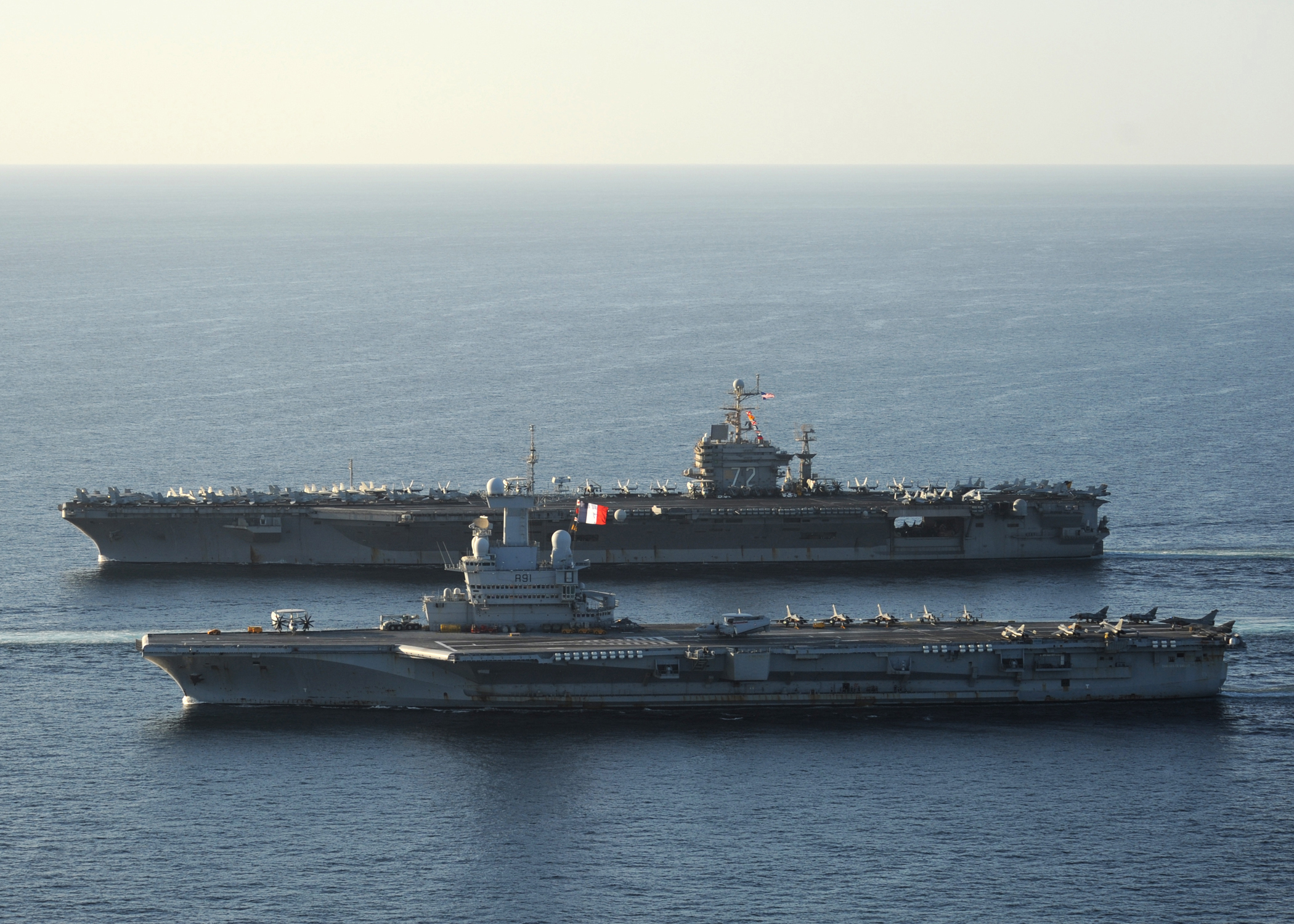
本艦（手前）とアメリカ海軍の原子力空母「エイブラハム・リンカーン」（奥）
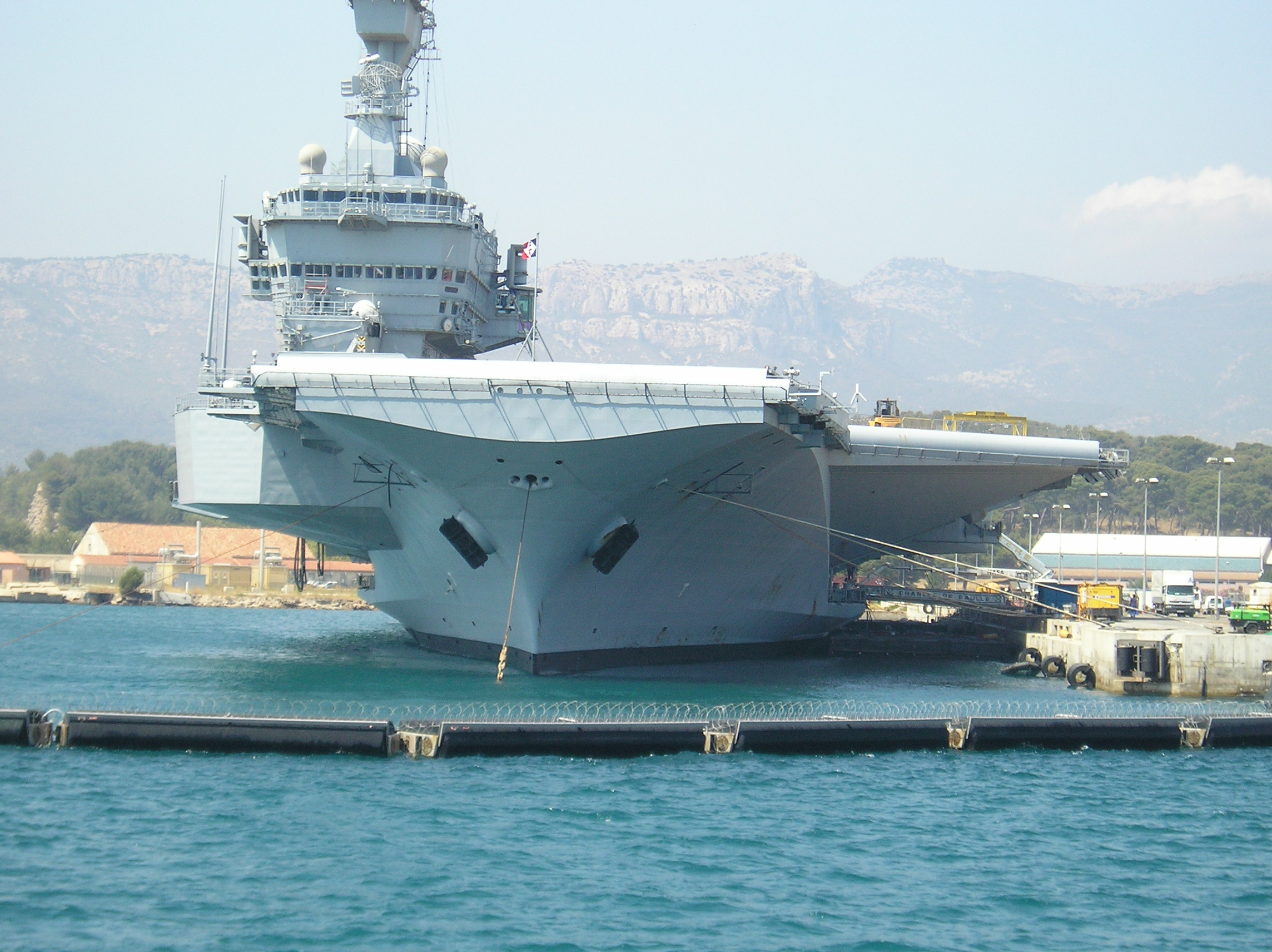
艦首正面方向より 左右にオーバーハングした艦上構造物が良く判る写真
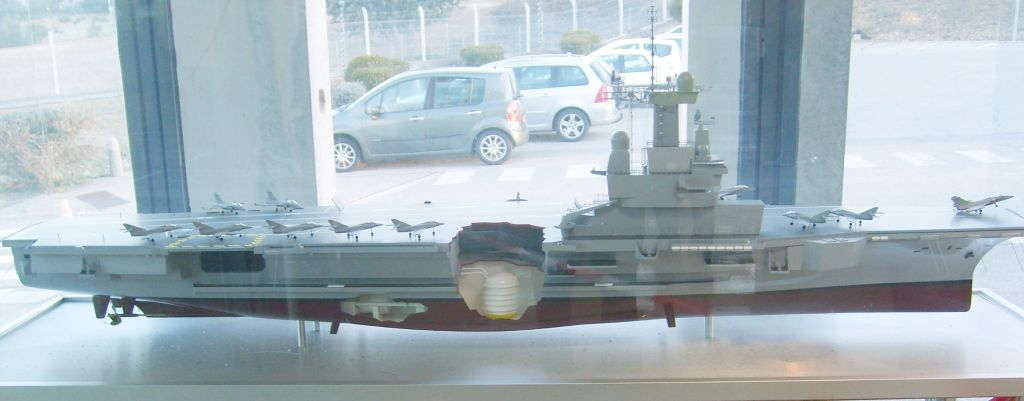
本艦のカットモデル

### 機関
持続的な作戦展開が要求されたこともあって、本艦は核動力を採用しており、原子炉としてK15を2基搭載する。これはル・トリオンファン級原子力潜水艦で搭載されたものと同型の加圧水型原子炉で、熱出力150 MWとされる。推進器を駆動するための蒸気タービンとともに、タービン発電機やカタパルトにも水蒸気を供給する。2017年2月からのMLU改修の際に核燃料の交換が行われた。
GEC-アルストム61SWタービンは、二段減速機を介して、2軸のスクリュープロペラ（5翼式）を駆動する。なお公試中の2000年11月には左舷側プロペラの破損が生じたため、「クレマンソー」から流用したプロペラを設置したが、本艦の機関とは不適合な部分があり、最大速力が25ノットに制約されたため航空運用機能に支障を来し、しかも振動の問題も生じた。その後、本来のプロペラが再製造されて設置された。また上記のMLU改修の際に、フィンスタビライザーや舵とともにメンテナンスが行われた。
電源としては、出力4,000キロワットの主タービン発電機4基のほか、出力1,100キロワットのディーゼル発電機4基、出力250キロワットのタービン発電機4基が搭載された。給電は440ボルト・60ヘルツの三相交流、440ボルト・400ヘルツの単相・三相交流、また非常用として115ボルト・60ヘルツおよび28ボルトで行われている。

## 能力

### 航空運用機能

#### 発着艦設備
全通飛行甲板は、最大長261.5メートル×最大幅64.36メートルを確保しており、面積は12,300平方メートル以上とされる。後部は8.5度の角度を付されたアングルド・デッキとなっており、着艦帯は長さ200メートルを確保している。なおこれは、竣工後にE-2C早期警戒機の安全な運用には足りないことが判明して、4.4メートル延長したものである。また上記のMLU改修の際に、新しいナノテクノロジーベースの材料を用いて、飛行甲板の再舗装が行われた。
カタパルトとしては、長さ75メートルのC13-3を艦首甲板とアングルド・デッキに1基ずつ設置している。これはアメリカ海軍のニミッツ級航空母艦で設置されたものと同系統で、25トンまでの航空機を射出できるが、長さは20メートル弱短縮されている。またアレスティング・ギアは、3索型のMk.7 mod.3を備えているが、これはニミッツ級1～8番艦で設置されたものと同型である。
着艦誘導装置として、CSEE DALAS（Dispositif d'aide à l'Appontage LASer）が設置されており、また2017年2月からのMLU改修の際にDALAS-NG（Nouvelle Génération）に更新された。

#### 格納・補給
飛行甲板と格納庫を連絡するエレベーターとしては、19×12.5メートル大で力量36トンのものが2基設置されており、いずれもデッキサイド式とされた。なお本艦では、艦橋構造物を前寄りに設置して、エレベーターを2基ともその後方に配置したことで、艦首側からの風から守られるように配慮している。またこの他に、弾薬・物資用の小型エレベーター2基も設置された。
格納庫は138.5×29.4×6.1メートルで、クレマンソー級よりも高さは減じたが、床面積は増加し、また防御も強化された。固定翼機23機とヘリコプター2機を収容することができる。
2010年代前半の時点で、搭載機の標準的な構成は下記のとおりとされていた。
- ラファールM艦上戦闘機×10～14機
- シュペルエタンダール艦上攻撃機×12～16機
- E-2C早期警戒機×2～3機
- クーガー輸送ヘリコプター×2機
- ドーファン救難ヘリコプター×2機

その後、2016年にシュペルエタンダールの運用が終了した後は、ラファールMが戦闘・攻撃の両方を担って30機前後が運用されている。2017年2月からのMLU改修の際に、航空艤装もこれにあわせて改修され、シュペルエタンダールのための支援設備は撤去された。なお改修中、本艦の艦上機の訓練はアメリカ海軍空母「ジョージ・H・W・ブッシュ」で実施された。
航空燃料は3,600キロリットルを収容可能であり、また5,000キロリットルまで増加させる余裕がある。航空機用弾薬庫には2,100トンを搭載できる。

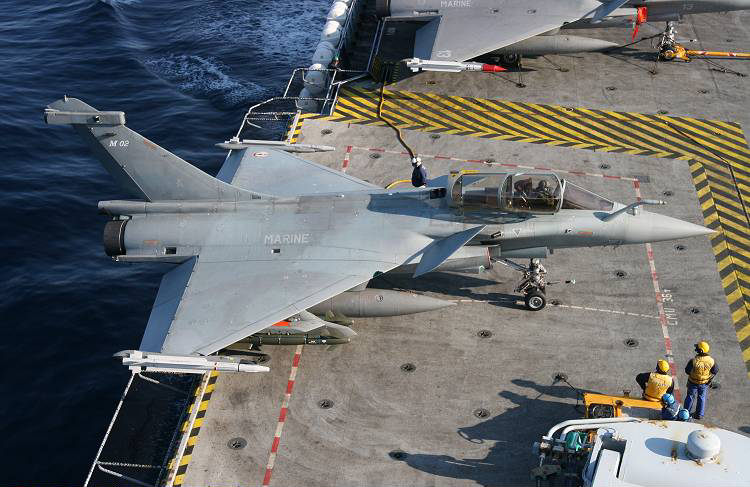
主力艦載機であるラファールM
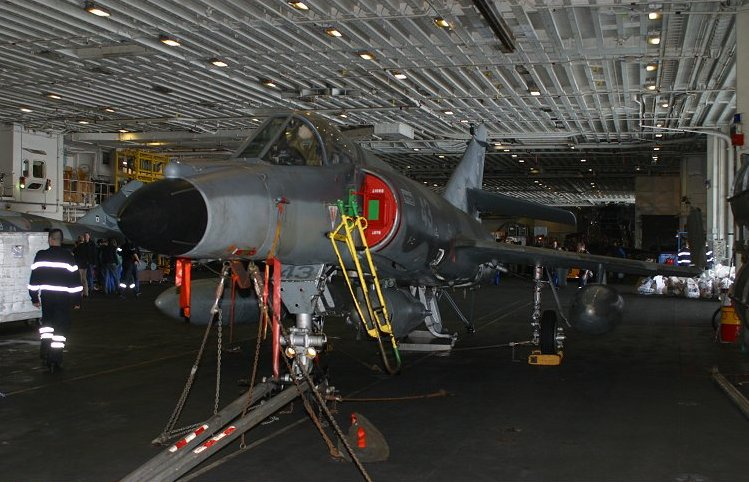
格納庫内のシュペルエタンダール
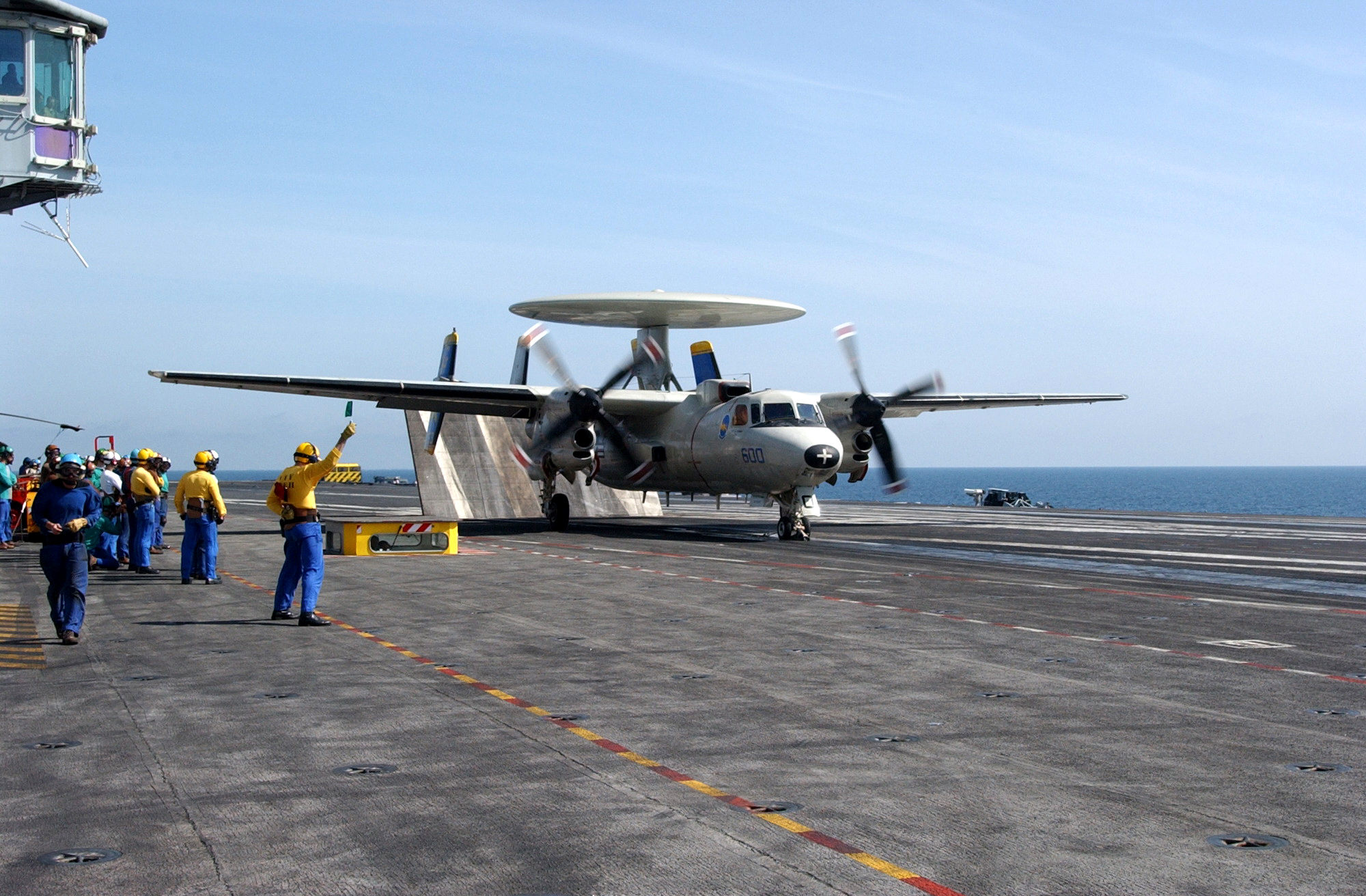
E-2Cを運用する本艦

### 個艦防御機能

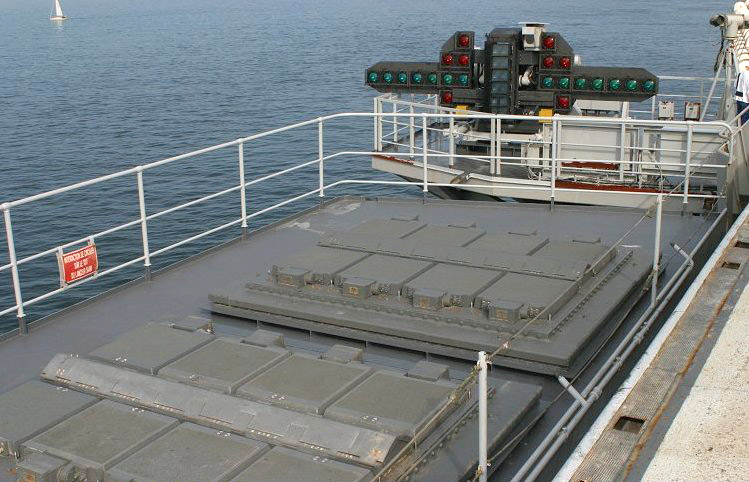
シルヴァーA43 VLS

対空兵器はいずれもミサイル化されており、アスター15個艦防空ミサイルとミストラル近接防空ミサイルを搭載する。アスター15を収容するシルヴァーA43 VLSは、右舷前方と左舷後方に16セルずつが配置されている。一方、ミストラルは遠隔操作式のSADRAL 6連装発射機に収容されて、やはり艦の両舷に配置されている。またこのほか、近距離で水上目標に対処するため、F2 20mm単装機関砲も設置された。
戦術情報処理装置としてはSENIT-8を設置した。またセンサとしては、DRBV-26D対空捜索レーダー、DRBJ-11B 3次元レーダー、DRBV-15C 低空警戒・対水上捜索レーダー、アラベル多機能レーダーおよびDRBN-34航法レーダーが搭載された。
その後、MLU改修の際にSENIT-8の機能を強化するとともに、DRBJ-11B 3次元レーダーはSMART-S Mk.2に、またDRBN-34航法レーダーもSCANTER 6002に換装された。更にEOMS NG電子光学システムおよびARTEMIS赤外線捜索追尾システム（IRST）システムも搭載された。

## 比較表
|              |                 | フォード級                              | シャルル・ド・ゴール     | ニミッツ級                     | エンタープライズ (最終状態)    |
| ------------ | --------------- | --------------------------------------- | ------------------------ | ------------------------------ | ------------------------------ |
| 船体         | 満載排水量      | 101,600 t                               | 43,182 t                 | 100,000 t以上                  | 93,284 t                       |
| 船体         | 全長            | 337 m                                   | 261.5 m                  | 330 m - 333 m                  | 336 m                          |
| 船体         | 水線幅 / 最大幅 | 41 m / 78 m                             | 31.5 m / 64.36 m         | 41 m / 76.8 m                  | 40 m / 76 m                    |
| 機関         | 原子炉          | A1B × 2基                               | K15 × 2基                | A4W × 2基                      | A2W × 8基                      |
| 機関         | 出力            | 不明                                    | 83,000 shp               | 260,000 shp                    | 280,000 shp                    |
| 機関         | 速力            | 30 kt以上                               | 27 kt                    | 30 kt以上                      | 33.6 kt                        |
| 兵装         | 砲熕            | ファランクス CIWS × 2基                 | 20 mm 単装機関砲 × 8基   | ファランクス CIWS × 2–3基      | ファランクス CIWS × 2–3基      |
| 兵装         | ミサイル        | ESSM 8連装発射機 × 2基                  | アスター15 VLS × 32セル  | シースパロー 8連装発射機 × 2基 | シースパロー 8連装発射機 × 2基 |
| 兵装         | ミサイル        | RAM 21連装発射機 × 2基                  | SADRAL 6連装発射機 × 2基 | RAM 21連装発射機 × 2基         | RAM 21連装発射機 × 2基         |
| 航空運用機能 | 発着艦方式      | CATOBAR                                 | CATOBAR                  | CATOBAR                        | CATOBAR                        |
| 航空運用機能 | 発艦装置        | 電磁式カタパルト × 4基                  | 蒸気式カタパルト × 2基   | 蒸気式カタパルト×4基           | 蒸気式カタパルト×4基           |
| 航空運用機能 | JBD             | 4基                                     | 2基                      | 4基                            | 4基                            |
| 航空運用機能 | 着艦帯          | アングルド・デッキ配置                  | アングルド・デッキ配置   | アングルド・デッキ配置         | アングルド・デッキ配置         |
| 航空運用機能 | 制動索          | 3索                                     | 3索                      | 4索                            | 4索                            |
| 航空運用機能 | エレベーター    | 3基                                     | 2基                      | 4基                            | 4基                            |
| 航空運用機能 | 搭載機数        | 常時70機前後                            | 最大40機                 | 常時70機前後 / 最大90機        | 常時70機前後 / 最大90機        |
| 同型艦数     | 同型艦数        | 1隻 / 10隻予定 （1隻艤装中、1隻建造中） | 1隻                      | 10隻                           | 1隻（退役）                    |

|              |                 | ヴィクラント           | ヴィクラマーディティヤ | シャルル・ド・ゴール   |
| ------------ | --------------- | ---------------------- | ---------------------- | ---------------------- |
| 船体         | 満載排水量      | 40,862 t               | 45,500 t               | 43,182 t               |
| 船体         | 全長            | 262.5 m                | 284 m                  | 261.5 m                |
| 船体         | 船体幅 / 最大幅 | 32.5 m / 60.84 m       | 不明 / 60 m            | 31.5 m / 64.36 m       |
| 機関         | 方式            | ギアード・タービン     | ギアード・タービン     | ギアード・タービン     |
| 機関         | 主機            | COGAG                  | ボイラー+蒸気タービン  | 原子炉+蒸気タービン    |
| 機関         | 出力            | 120,000 hp             | 180,000 hp             | 83,000 hp              |
| 機関         | 速力            | 28 kt                  | 30 kt                  | 27 kt                  |
| 兵装         | 砲熕            | AK-630 CIWS×4基        | AK-630 CIWS×4基        | 20mm単装機関砲×8基     |
| 兵装         | ミサイル        | バラク-8 VLS×32セル    | バラク-8 VLS×48セル    | アスター15 VLS×32セル  |
| 兵装         | ミサイル        | バラク-8 VLS×32セル    | バラク-8 VLS×48セル    | SADRAL 6連装発射機×2基 |
| 航空運用機能 | 発着方式        | STOBAR                 | STOBAR                 | CATOBAR                |
| 航空運用機能 | 発艦装置        | スキージャンプ         | スキージャンプ         | 蒸気式カタパルト×2基   |
| 航空運用機能 | JBD             | ―                      | ―                      | 2基                    |
| 航空運用機能 | 着艦帯          | アングルド・デッキ配置 | アングルド・デッキ配置 | アングルド・デッキ配置 |
| 航空運用機能 | 制動索          | 3索                    | 3索                    | 3索                    |
| 航空運用機能 | エレベーター    | 2基                    | 2基                    | 2基                    |
| 航空運用機能 | 搭載機数        | 40機前後               | 30機前後               | 最大40機               |

## 艦歴

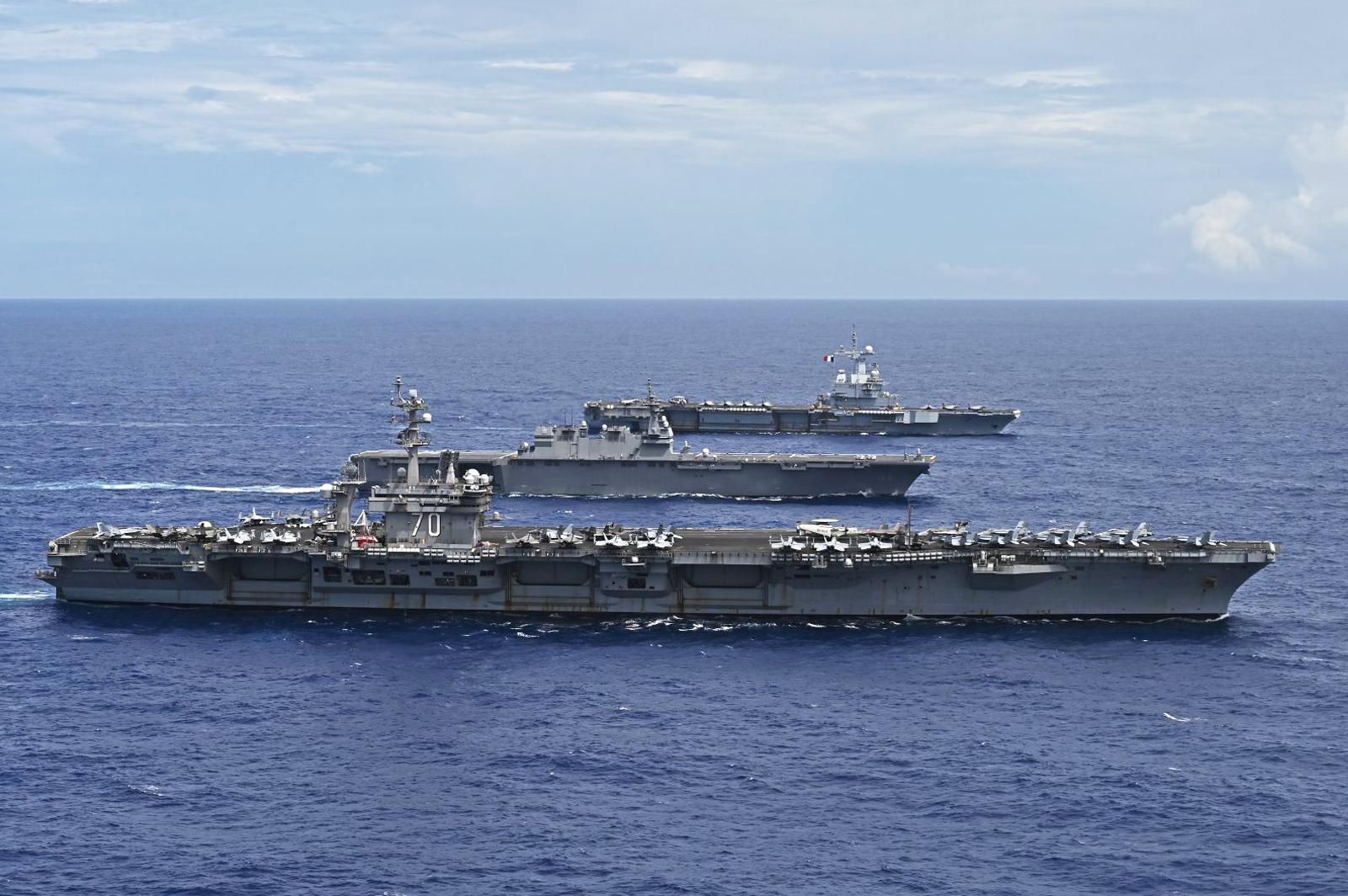
日米仏共同訓練を実施中の「カールビンソン」（手前）、「かが」、「シャルル・ドゴール」（奥）（2025年2月）

1989年4月14日、DCNブレストの海軍造船所で建造が始まり、フランソワ・ミッテラン大統領就任当初は「リシュリュー」と命名されたが（この艦名は後に同型2番艦に命名されることが考えられたが2番艦は計画のみで結局建造中止となった）ジャック・シラク首相（当時）の介入で「シャルル・ド・ゴール」に変更された。フォッシュの退役にあわせ当初は1996年に就役させる予定であったが、冷戦終結による予算削減の影響で工期が遅れ1994年5月7日に進水、就役予定は1999年に変更となった。
しかし、その後1996年に原子炉の強度不足が発覚して補修され、1998年から海上公試が行なわれた。また2000年には搭載を予定していた双発機のE-2Cを運用するにはアングルド・デッキがやや短いことが判明したため、これを4m伸ばす工事を行うなど予定外の工事が発生し就役は遅れた。大西洋横断中の2000年9月28日にプロペラブレードを一枚失い、修理のためドック入りとなった。
2001年5月18日に正式に再就役し、同年9月の不朽の自由作戦におけるアフガニスタン作戦の支援のため、インド洋に派遣された。スエズ運河を通過して、同年12月9日にカラチ南方のアラビア海上に到着した。アメリカ中央軍（CENTCOM）指揮下で艦載機のラファールM、シュペルエタンダールなどが140回に及ぶ偵察・空爆作戦を行った。
2002年3月には一時休養のためシンガポールに入港し、7月1日にトゥーロンへ帰港している。
2003年5月8日には記念切手が発行されている。
2007年から2008年にかけて、燃料棒交換を含む、オーバーホールを行なっている。
アラブの春に誘発された2011年リビア内戦では、反政府派を支援する任務に参加した 。
2015年1月14日、イラクで過激組織ISILを標的とした空爆作戦に投入されることが決定、ペルシャ湾に移動後2月22日より攻撃が開始された。
2017年2月9日、上記のMLU改修のため、母港のトゥーロンに入った。2018年5月16日、改修がほぼ終わって進水し、9月18日、海上での試験を開始した。
2018年に発表された2019-2025年の軍事計画によると、本艦は2040年までに廃止される予定である。次期空母（PA2計画艦とは別）に関しては本艦の補完もしくは後継となると報道されている。
2020年3月にプレスト港を出港後、4月に大西洋で行動中、艦内で2019新型コロナウイルスの感染が拡大。4月10日には50人であった陽性患者は、4月19日までに約1,760人の全乗組員のうち約6割に当たる1,046人に拡大した。
2021年6月、トゥーロン沖合の地中海で、イギリスの空母「クイーン・エリザベス」と合同訓練を行った。
2023年1月16日から1月20日まで、インド洋で駆逐艦「フォルバン」「プロヴァンス」と共に、インド海軍との合同演習「ヴァルナ2023」に参加した。
フランスの自主独立を重んじたド・ゴールの名を冠した同艦が2024年4月26日に地中海において北大西洋条約機構（NATO）合同演習に初めて参加したことに対して、フランス国内では、右派の愛国党や左派の不服従のフランスから批判が起きた
。
2024年11月29日、本艦を中心としたフランス空母打撃群がインド太平洋地域へ向け、トゥーロン港から出航した。本艦には艦載機としてラファールM戦闘機、E-2C ホークアイ早期警戒機、ヘリコプターなど約40機が搭載され、空母打撃群は防空フリゲートや補給艦、潜水艦なども加わり、約3,000名の将兵で編成されている。今回の任務は「クレマンソー25」と名付けられており、地中海からスエズ運河をとおり紅海へと入り、インド洋を経由してオーストラリア沖を抜け、西太平洋へ向かう計画である。
2025年2月10日から2月18日にかけて、フリゲート「アルザス」、「フォルバン」、駆逐艦「プロヴァンス」、補給艦「ジャック・シュヴァリエ」、哨戒機アトランティックとともにフィリピン東方海空域で実施される日米仏共同訓練（パシフィック・ステラー）に参加する。海上自衛隊からは護衛艦「かが」、「あきづき」、P‐3C哨戒機が、米海軍からは空母「カール・ヴィンソン」、巡洋艦「プリンストン」、駆逐艦「スタレット」、駆逐艦「ウィリアム・P・ローレンス」、P‐8A哨戒機が参加し、各種戦術訓練（対空戦、対潜戦、LINKEX、クロスデッキ等）及びPHOTOEXを実施する予定。